# Britt Nicole
Britt Nicole, född 2 augusti 1984 i Salisbury, North Carolina, är en amerikansk kristen artist. Hennes hela namn är Brittany Nicole Waddell, men hennes artistnamn är Britt Nicole. Hon gifte sig med Joshua Crosby juli 2012. Paret fick sitt första barn, Ella Brave Crosby, 24 juli 2013 och sitt andra barn, Adin Jerusalem Crosby, 8 februari 2015.

## Diskografi
Studioalbum
- 2003 – Follow the Call
- 2007 – Say It
- 2009 – The Lost Get Found
- 2012 – Gold
- 2016 – Britt Nicole

EPs
- 2004 – Brittany Waddell
- 2007 – Holiday Trio
- 2010 – Acoustic

Singlar (topp 20 på Billboard Christian Songs)
- 2007 – "You" (#6)
- 2008 – "Set the World on Fire" (#11)
- 2009 – "The Lost Get Found" (#8)
- 2009 – "Walk on the Water" (#17)
- 2010 – "Hanging On" (#19)
- 2012 – "All This Time" (#3)
- 2012 – "Gold" (#16)
- 2013 – "O Come All Ye Faithful" (#12)
- 2016 – "Through Your Eyes" (#20)

Samlingsalbum
- 2015 – The Remixes